# 叶梅
叶梅（1953年—），原名房广兰，笔名槐子、伊妹，女，土家族，祖籍山东东阿，生于湖北巴东，中国作家协会主席团委员。